# Escala de Glasgow
L'Escala de Coma de Glasgow és una escala neurològica dissenyada per a avaluar el nivell de consciència dels pacients que han patit un traumatisme cranioencefàlic (TCE) durant les primeres 24 hores posteriors al traumatisme, o bé per valorar la profunditat d'un estat de coma no traumàtic. Aquesta escala la van desenvolupar Teasdale i Jennet l'any 1974 a partir de la valoració de tres paràmetres: obertura ocular, resposta motriu i resposta verbal, i actualment és emprada en diversos camps de la medicina.

## Descripció
L'escala està composta per l'avaluació de tres paràmetres: resposta ocular, motriu i verbal. A cada un se li assigna un valor depenent de la resposta del pacient, els resultats se sumen i proporcionen una xifra (que mai pot ser zero) entre 3 (1+1+1) i 15 (4+5+6) que permet valorar la gravetat del pacient i pronosticar-ne el risc de discapacitat a llarg termini.

### Elements
|        | 1                | 2                                                         | 3                                                              | 4                                      | 5                         | 6             |
| Ull    | no obre els ulls | Obre els ulls en resposta al dolor                        | Obre els ulls en resposta a la veu                             | Obre els ulls espontàniament           | N/A                       | N/A           |
| Verbal | No fa sorolls    | Sons incomprensibles                                      | Diu paraules inapropiades                                      | Confús, desorientat                    | Orientat, conversa normal | N/A           |
| Motor* | No es mou        | Extensió a estímuls dolorosos (resposta de descerebració) | Flexió anormal a estímuls dolorosos (resposta de decorticació) | Flexió / retirada a estímuls dolorosos | Localitza el dolor        | Obeeix ordres |

*La resposta motora en qualsevol extremitat és útil per a la valoració.
Obertura ocular (O) (1 - 4).
- Espontània:  4
- A estímuls verbals (en demanar-li):  3
- Al dolor:  2
- No respon:  1

Resposta verbal (V) (1 - 5)
- Orientat:  5
- Desorientat:  4
- Paraules inadequades:  3
- Sons incomprensibles:  2
- No respon:  1

Resposta motriu (M) (1 - 6)
- Compleix ordres expressades per veu:  6
- Localitza l'estímul dolorós:  5
- Retirada davant l'estímul dolorós:  4
- Resposta en flexió (postura de decorticació):  3
- Resposta en extensió (postura de descerebració):  2
- No respon:  1

## Interpretació
La puntuació és el principal factor pronòstic en el TCE (traumatisme cranioencefàlic) i indica la teràpia, cures i maniobres a realitzar. Pot aplicar-se en repetides exploracions per fer un seguiment de l'estat neurològic. D'acord amb la puntuació obtinguda, als pacients se'ls classifica com a:
- TCE lleu: ≥ 13
- TCE moderat: 9 - 12
- TCE sever: ≤ 8 de mal pronòstic, requereix intubació i reanimació immediata.

Les limitacions principals de l'ús d'aquesta escala són que pot resultar poc exacta en pacients intoxicats o amb deteriorament cognitiu.